# 洛姆-杰雷姆州

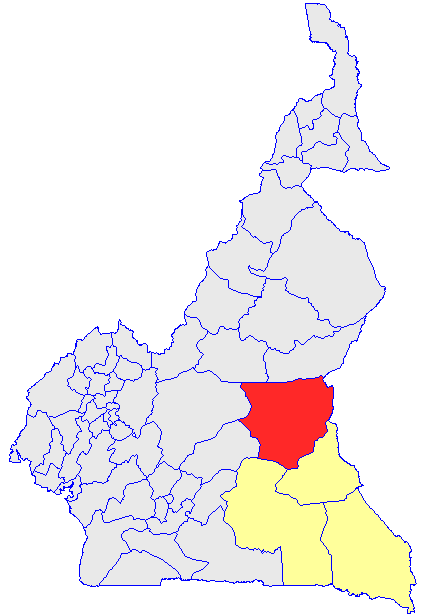

洛姆-杰雷姆州（法語：Lom-et-Djérem），是喀麥隆的58個州份之一，位於該國東南部，由東部區負責管轄，南面是卡代州，面積26,345平方公里，2001年人口228,691，人口密度每平方公里8.7人。